# Port lotniczy Gaziantep
Port lotniczy Gaziantep (IATA: GZT, ICAO: LTAJ) – międzynarodowy port lotniczy położony 20 km od Gaziantep, w Turcji.

## Linie lotnicze i połączenia
| Linia Lotnicza    | Kierunek |
| ----------------- | --- |
| AnadoluJet        | 1. Ankara 2. Bursa 3. Irbil 4. / Ercan 5. Stambuł-Sabiha Gökçen |
| Corendon Airlines | Sezonowo: 1. Kolonia/Bonn |
| Iraqi Airways     | 1. Bagdad |
| Pegasus Airlines  | 1. Düsseldorf 2. Irbil 3. / Ercan 4. Stambuł-Sabiha Gökçen 5. Izmir                                                                                                 |
| SunExpress        | 1. Antalya 2. Berlin 3. Düsseldorf 4. Frankfurt 5. Izmir 6. Monachium 7. Stuttgart 8. Zurych Sezonowo: 1. Genewa 2. Hanower 3. Londyn-Stansted (od 2 kwietnia 2024) |
| Turkish Airlines  | 1. Stambuł Sezonowo: 1. / Bazylea 2. Berlin 3. Düsseldorf 4. Frankfurt 5. Hamburg 6. Monachium 7. Stuttgart 8. Wiedeń 9. Zurych                                     |